# Latiblattella inornata
Latiblattella inornata är en kackerlacksart som beskrevs av Morgan Hebard 1920.
Latiblattella inornata ingår i släktet Latiblattella och familjen småkackerlackor. Artens utbredningsområde är Panama. Inga underarter finns listade i Catalogue of Life.